# KT
KT(주식회사 케이티, 영어: KT Corporation)는 국내 최대 통신사이자 디지털 플랫폼 기업으로 ICT, 금융사업, 위성방송서비스사업, 기타사업(콘텐츠, 부동산, 커머스 등) 등을 영위하고 있다. 본사는 경기도 성남시 분당구 불정로 90 (정자동)에 위치해 있다.

## 개요
무선통신, 초고속인터넷, IPTV 등 핵심사업에서의 지속적인 성장뿐만 아니라 IDC, 클라우드, AI/DX 등 B2B 성장사업에서도 성과를 창출하였다. 1981년 체신부에서 분리되어 한국전기통신공사로 창립한 뒤 2001년 12월에 상호명을 한국통신에서 (주)KT로 변경하였다. 2009년 6월 1일에 이동 통신 서비스를 제공한 KT의 자회사인 KTF와 인수 합병을 하였고, 2011년 7월에 유·무선 통신 서비스 조직을 통합하였다. 독점규제 및 공정거래 등에 관한 법률상 독과점 사업자로서 시장지배적 사업자 지위 남용 규제를 받는다. 통신의 새로운 패러다임을 여는 GiGA 인터넷 가입자 100만을 가장 먼저 달성하였다. KT가 보유한 AI, 빅데이터, Cloud, IoT, 로봇 등의 ICT 융합 기술력을 기반으로 미디어콘텐츠, 금융, 커머스 등 다양한 분야에서 통신과 이종 산업간의 시너지 창출로 디지털 플랫폼 사업을 추진 중이다.

## 연혁

### 민영화 이전
- 1981년 12월 10일 한국전기통신공사(영문 약칭 KTA)가 체신부(현 과학기술정보통신부)에서 분리되어 공사로 설립되었다. 당시 본사는 명동 서울중앙전화국(현 서울 중앙지사)에 있었다.
- 1982년 전화 회선 450만 개를 돌파하였다.
- 1982년 3월 29일 한국데이타통신주식회사(데이콤, 현 LG유플러스)을 설립하였다.
- 1982년 12월 15일 무선호출기 서비스(일명 삐삐)가 1차로 250대가 승낙, 개통되었다.
- 1984년 1월 세계에서 10번째로 전자교환기 TDX-1를 개발하였다.
- 1984년 10월 24일 종로구 세종로 100(세종대로 178)에 사옥 겸 국제전화국 용도인 국제통신종합센터를 완공하였다(1979년 6월 착공, 현 KT 광화문빌딩 West).
- 1984년 11월 10일 무선통신서비스를 운영할 자회사로 한국이동통신서비스주식회사를 설립하였다.
- 1986년 무선호출기 서비스 지역이 5대 도시(서울, 부산, 대전, 대구, 광주)로 확대되었다.
- 1987년 전국전화자동화가 완성되었다.
- 1991년 1월 1일 대외 명칭을 한국통신(공사)으로 약칭하여 발표하였고, 휘장(마크)를 변경하였다.
- 1993년 11월 30일 전화 회선이 2000만 개로 확대되었다.

### 자회사 매각 후
- 1994년 자회사인 한국이동통신주식회사(현 SK텔레콤)를 선경그룹(현 SK그룹)에 매각하였다.
- 1994년 6월 20일 한국 최초의 상용 인터넷 KORNET이 개통되었다.
- 1995년 노조사태를 계기로 조백제 사장이 경질되고 이준 예비역 대장(육사 19기)이 신임 한국통신공사 사장에 임명되었다.
- 1995년 8월 5일 무궁화 1호를 발사하였다.
- 1996년 1월 14일 무궁화 2호를 발사하였다.
- 1996년 12월 이준 사장이 국방부 장관으로 임명되었으며 후임으로 이계철 정보통신부(현 과학기술정보통신부) 차관이 사장으로 임명되었다.
- 1997년 1월 한국통신프리텔(주)를 설립하여 다시 무선통신서비스인 PCS와 CT-2(씨티폰) 사업을 시작하였다.
- 1997년 정부투자기관에서 정부출자기관으로 전환되었다.
- 1997년 10월 1일, 이날 새로 시행된 공기업의경영구조개선및민영화에관한법률이 적용되기 시작하였다. (정부투자기관관리기본법의 적용대상에서 제외)
- 1998년 본사를 서울특별시 종로구 세종로 100에서 경기도 성남시 분당구 정자3동 206으로 이전하였다.
- 1998년 12월 신규 상장하였다.
- 1999년 9월 5일 무궁화 3호를 발사하였다.
- 2000년 6월 한솔엠닷컴(주)의 경영권을 인수하였고, 12월 IMT-2000 사업권을 획득하였다.
- 2001년 IMT-2000 사업을 운영할 자회사 KT아이컴을 설립하였다.
- 2001년 이계철 사장이 사임하고 이상철 사장이 취임하였다.
- 2001년 4월 전화 발신번호서비스(CID)를 시작하였다.
- 2001년 5월 기업 슬로건 Let's KT를 시행하였다.
- 2001년 12월 한국통신에서 KT로 CI를 변경하였다. 전화국 명칭을 지사로 변경하였다.[4]
- 2002년 5월 21일 정부 소유 KT 지분 전량 매각으로 완전 민영화되었다.[5][6] SK텔레콤이 정부 보유 KT 지분 매각 과정에서 총 발행 주식의 11.34%를 비밀리에 매집하여 최대 주주가 되었다.[7]

### 민영화 이후
- 2002년 5월 24일 울릉도에 기지국이 설치되어 독도에서 휴대폰이 개통되었다.
- 2002년 5월 25일 2002년 5월 21일에 정부 소유 KT 지분 전량 매각된 후 새 주인에게 주권이 교부되고 교환사채(EB)가 발행되었다.[5]
- 2002년 7월 이상철 KT 사장이 정보통신부(현 과학기술정보통신부) 장관에 임명되었다.
- 2002년 8월 20일 이용경 KTF 사장이 민영화 초대 KT 사장에 공식 취임하면서 민영화 절차가 모두 완료되고 완전 민영화되었다.
- 2002년 10월 이용경 사장이 2003년 국제전자상거래연합회(GBDe, Global Business Dialogue on Electronic Commerce) 단독 글로벌 의장으로 선출되었다.
- 2003년 1월 KT와 SK텔레콤이 상호 보유 지분을 맞교환하여 지배 관계가 청산되었다.[5]
- 2004년: 봉사단을 7천 명 수준으로 늘렸으며, 청각 장애아 소리 찾기, 외국인 근로자와의 Host Family 결연 등 사회 공헌 활동을 확대하였다. 홈엔 출시
- 2005년: 공정거래위원회가 발표한 자료에 따르면 KT의 계열사는 12개이며, 자산총액은 29조 3150억 원으로 재계 대기업 순위 8위에 올랐다.
- 2005년 8월 19일: 남중수 KTF 사장이 민영 KT 2기이자 9대 사장으로 취임하며 "원더경영"을 경영기조로 밝혔다. 이날 주주총회에서 문국현 유한킴벌리 사장이 사외이사로 선임되었다.[8]
- 2005년 12월 28일: 개성공단 남북통신 개통 및 개성지사를 개소하였다.
- 2006년: 홈엔을 메가TV로 명칭 변경
- 2007년 3월 30일: 제일FDS를 인수하였다.
- 2007년 12월: 사장추천위원회가 남중수 사장을 제3기 사장으로 추천하였다.[9]
- 2008년 2월: 남중수 사장이 2011년까지 임기로 민영 제3기 사장이자 제10대 사장으로 공식 취임하였다.
- 2008년 11월: 남중수 사장이 인사 청탁 혐의로 매달 1백~2백만원을 받았다는 배임수재 혐의로 2008년 9월에 이미 구속된 조영주 KTF 사장에 연달아 구속되었다.[10]
- 2009년 1월: 이석채 전 정보통신부(현 과학기술정보통신부) 장관이 대표이사 사장에 취임[11] 하였으며 All New KT를 슬로건으로 발표하였다.[12]
- 2009년 1월: 이석채 사장이 자회사 KTF와의 인수 합병을 선언하였다.
- 2009년 3월: 방송통신위원회로부터 자회사인 KTF(케이티프리텔)와의 인수 합병에 대해 조건부 승인을 받았다.
- 2009년 4월: 새로운 브랜드 QOOK(쿡)을 사용하기 시작하였으며, 명칭을 메가패스에서 QOOK 인터넷으로 변경하였으며, 메가TV에서 QOOK TV로 변경하였다.

### KT - KTF 인수 합병 이후
- 2009년 6월 1일: 자회사인 KTF와 인수 합병하였다.
- 2009년 7월 기업 슬로건 All New KT에서 olleh kt로 변경하였다.
- 2009년 8월 13일: 자회사인 KT FDS를 동양그룹에 매각하였다.
- 2009년 10월 첫 유무선 통합 상품인 FMC(Fixed Mobile Convergence) 서비스인 QOOK&SHOW를 출시하였다.[13]
- 2009년 11월: 한국 최초로 애플사의 아이폰을 도입하였다.
- 2009년 12월: 한국 최초 3W(Wi-Fi, WiBro, WCDMA) 핸드폰인 쇼옴니아를 출시하였다.
- 2010년 4월: 한국디지털위성방송이 KT그룹에 편입하였다.
- 2010년 4월: 금호렌터카(현 롯데렌터카)를 인수하였다.
- 2010년 6월: 클라우드 스토리지 Ucloud 서비스(현, KT Cloud)를 출시하였다.
- 2010년 8월 31일자로 다우 존스 지속가능지수 월드(Dow Jones Sustainability Index World)에 처음으로 편입되었다.[14]
- 2010년 9월: 애플사의 '아이폰 4'와 3G 무제한데이터 요금제를 출시하였다.[15]
- 2010년 11월 11일 ~ 11월 12일: 대한민국에서 개최된 G20 정상회의 주관통신사업자로 선정되었다.[16]
- 2011년 1월 25일: 유선의 ‘쿡(QOOK)’, 무선의 ‘쇼(SHOW)’라는 브랜드를 버리고 ‘올레(olleh)’라는 단 하나의 이름을 사용하여 유선의 ‘올레 홈(olleh home)’, 무선의 '올레 모바일(olleh mobile)’이라는 브랜드를 사용하기 시작하였다.[17]
- 2011년 2월 10일: BC카드 지분 20.05%를 인수하여 2대 주주가 되었다.[18]
- 2011년 2월: 'QOOK TV'를 "olleh TV"로 명칭 변경
- 2011년 3월 30일: 자회사인 한국디지털위성방송주식회사를 주식회사 KT스카이라이프로 사명 변경
- 2011년 9월 8일: KT가 2011년 다우존스지속가능경영지수(DJSI)가 선정한 유무선통신분야의‘글로벌 슈퍼섹터 리더’1위 업체로 선정되었다.[19]
- 2012년 1월 3일: 서울 전 지역 LTE 시작, 동시에 2G 종료
- 2012년 1월 18일: 6대 광역시, 수도권 17개시, 제주도 2G 종료
- 2012년 2월 2일: 지방 58개시, 2G 종료
- 2012년 3월 19일: 대한민국 전 지역 2G 종료
- 2012년 9월 13일: KT가 2011년에 이어 2012년에 다우존스지속가능경영지수(DJSI) 평가에서 유무선을 통합한 통신 분야에서 글로벌 슈퍼섹터 리더에 올랐다.[20]
- 2013년 9월 15일: KT가 1.8 GHZ 대역에서 20 MHZ 폭으로 광대역 LTE를 시작
- 2014년 1월 27일: 황창규 대표이사 취임
- 2017년: 기존의 'olleh' 브랜드를 버리고 유선과 무선 모두 'kt' 브랜드를 사용하기 시작하였다.[21]
- 2017년 7월 17일: 2018평창동계올림픽 이통통신사 공식후원사 지정
- 2018년 2월 1일: 평창올림픽 대비 세계 첫 5G서비스 완료
- 2018년 2월 2일: KT커넥티드체험관 강원도 강릉서 개관 첫 가상 증강현실 올림픽 개시
- 2018년 2월 26일: MCN 사업자인 CH.DIA 협업을 해 어린이 예능 채널 짝꿍TV 개국행사 개최
- 2020년 10월 28일 B2B 브랜드 KT엔터프라이즈 출범
- 2022년 10월 4일: olleh tv를 Genie TV로 명칭 변경[22]

## 역대 로고

### 한국전기통신공사 시절

1981년 12월 10일부터 1990년 12월 31일까지 사용된 한국전기통신공사의 휘장.
1981년 12월 10일부터 1990년 12월 31일까지 사용된 한국전기통신공사 세로형 휘장과 한국어 명칭의 로고.
1981년 12월 10일부터 1990년 12월 31일까지 사용된 한국전기통신공사의 가로형 휘장과 한국어 명칭의 로고.
1981년 12월 10일부터 1990년 12월 31일까지 사용된 한국전기통신공사의 영어명 글자 로고.

### 한국통신 시절

1991년 1월 1일부터 2001년 12월까지 사용된 한국통신의 한국명 및 영어명 로고.
1991년 1월 1일부터 2001년 12월까지 사용된 한국통신의 휘장.

### KT 주식회사 시절

2001년 12월부터 2009년까지 KTF 인수 합병 전까지 사용한 KT 주식회사의 첫번째 로고.
2009년부터 2011년까지 KTF 인수 합병 후에 사용된 KT 주식회사의 두번째 로고.
2011년부터 사용중인 KT 주식회사의 세번째 로고.

## 주주 및 이사회
1997년 금융 위기에 따라 경제위기 수습을 위한 재원 마련으로 공기업 매각이 추진되어 1998년 12월 한국증권거래소, 1999년 5월 뉴욕증권시장에 상장되었다. 전기통신사업법에 의해 기간통신사업자에서 외국인 주주의 의결권을 다 합쳐도 총 의결권의 49%를 넘을 수 없게 되어 있다. 이사회는 사내이사 3명, 사외이사 8명 총 11명의 이사로 구성(2013년 3월 기준)되어 있다. 사외이사는 사외이사 전원, 사내이사 1인으로 구성된 사외이사후보추천위원회에서 선임하고 있으며, 임기는 3년 이내이다. 이사회 의장은 사외이사 중에서 선출되며, 임기는 1년이다. 이사회 내에는 5개 상설 소위원회와 2개 임시 소위원회가 있다. 이사회는 필요한 경우 별도의 위원회를 추가 설치할 수 있다. 사내이사(3명)로는 구현모 대표이사, 박종욱 이사, 강국현 이사가 있고 사외이사(8명)로는 이사회 의장인 유희열 이사와 이강철, 김대유, 표현명, 강충구, 박찬희, 성태윤, 여은정 이사가 있다.

## 경영 체계 및 계열사
유무선 통신 전문 공기업에서 출발한 KT는 민영화 이후 2015년 그룹 매출 40조원 달성을 목표로 렌탈, 부동산, 경비, 교육, 신용카드 등 다양한 비통신 시장으로 진입하고 있다. 2015년 9월 30일 기준으로 BC카드 등 41개의 자회사를 운영 중이다.
- KT Enterprise
- KT service
- 브이피
- KT 엔지니어링
- KT 링커스[24]
- KT알파
- 알파DX솔루션
- KT 커머스[25]
- KT 텔레캅[26]
- KT 엠앤에스
- KT 나스미디어[27]
- KT지니뮤직[28]
- KT 스튜디오지니
- 플레이디
- 스토리위즈
- KT밀리의서재
- 알티미디어
- KT 디에스[29]
- KT 씨에스[30]
- KTis[31]
- KT스카이라이프[32]
  - KT ENA
  - KT HCN
- 애니맥스브로드캐스팅코리아
- KT 에스테이트[33]
- KT 와이브로 인프라
- KT 넥스알[34]
- 스마트채널
- BC카드
- 주식회사 HNC 네트워크[35]
- VP 주식회사[36]
- 이니텍 주식회사[37]
- 주식회사 스마트로[38]
- KT AMC
- 주식회사 센티오스[39]
- KT SB 데이터서비스 주식회사
- 유스트림 코리아 주식회사[40]
- 주식회사 KT 이노에듀[41]
- KT sat
- kt cloud
- 케이디리빙
- KT스포츠[42]
  - 수원 KT 소닉붐 농구단
  - KT 롤스터 게임단
  - KT 사격단
  - KT 하키단
  - KT 골프단
  - kt wiz
- 오토피온
- KT 엠모바일
- 케이뱅크
- 엔젠바이오

## 논란 및 사건사고

### 인터넷 종량제 논란(2003년~2005년)
2003년 진대제 정보통신부(현 과학기술정보통신부) 장관의 종량제 찬성 인터뷰에서 촉발한 종량제 논의가 EBS 인터넷 수능 동영상 강의 등 트래픽 유발 서비스 확대와 스팸 메일, 인터넷 중독 등의 사회적 논란 등을 겪으면서 2005년까지 계속되었다. 2005년 KT 이용경 사장이 정보통신부(현 과학기술정보통신부) 장관의 네티즌과의 대화에서 밝힌 인터넷 종량제 정책 추진 등에 부응하여 인터넷 요금의 종량제 필요성을 함께 주장하여 사회적인 논란이 확대되었다.

### 2G CDMA 서비스 강제 종료
KT는 4G LTE 주파수 재배치의 일환으로, 미래창조과학부(현 과학기술정보통신부)의 최종 승인으로 2011년 12월 8일 2G CDMA 서비스 종료를 한다고 발표했다. 하지만, 4G LTE 주파수 재배치 문제로, 이 과정에서 기존 01X 번호를 사용하는 사용자의 의사와 전혀 상관 없이, 강제 종료를 한다는 논란의 소지가 많았다. KT의 2G 서비스는 당초 2011년 12월 8일에 전국적으로 일제히 종료할 예정이었으나, 서울행정법원의 합법적인 절차로 계속 순연되어, 같은해, 12월 26일 서울고등법원의 즉각 중단 가능 결정으로 2012년 1월 3일 오전 10시경, 수도권 및 부산/경남권 지역부터 순차적으로 2G CDMA 서비스가 종료되고 4G LTE 서비스가 시작되었다. 1996년에 국내에서 최초로 상용화된 CDMA 서비스의 선두주자로 불렸던 SK텔레콤의 2G CDMA 서비스는 시스템 노후화로, 7년 뒤인 2020년 7월 말에 최종 종료한 바 있다.

### 낙하산 인사 논란
정관계 인사들의 KT 고위 임원에의 연이은 취임이 2010년 12월 김은혜 전 청와대 대변인의 KT 전무 취임으로 사회적으로 확산되었다. 또한 이를 비판한 직원의 발언이 PD 수첩 등에 방영된후 해당 직원에 대한 보복 인사에 대한 논란도 있다. 이석채 회장은 비통신 전문가인 외부 인사 영입에 대한 논란에 대해 2011년 1월 20일 기자 간담회에서 내부에 인재가 없어 외부 영입을 하는 것이 무엇이 문제냐는 입장으로 새로운 비즈니스 모델의 신사업을 할 수 있는 KT 내부 직원은 없다고 단언하며 외부 인사 영입 논란을 일축하였다.

### 4대 종편 투자 정부 개입 의혹
2011년 11월 9일 금융감독원 전자공시에 따르면, KT가 100% 지분을 갖고 있는 자회사인 KT캐피탈은 2011년 3월 9일 조선일보 종편에 20억원을 출자했다. 이어 4월 1일에는 중앙일보와 매일경제 종편에 각각 20억원씩 출자했고 엿새 뒤인 4월 7일에는 당시 납입 자본금을 완납하지 못해 종편 승인이 연기된 동아일보 종편에 앞의 종편들보다 많은 23억9천만원을 출자했다.
문제는 KT가 2010년 말까지만 해도 전담팀에서 사업성을 평가한 결과 사업성이 없어 종편에 투자하지 않기로 결정했다고 밝혔다는 점에서 입장을 바꿔 4대 종편 모두에 무더기투자를 한 배경에는 정부의 입김이 작용한 게 아니냐는 의혹을 낳고 있다.

### 인력퇴출 프로그램과 노동자 사망에 관한 논란
2012년 4월 25일 노동시민사회단체인 KT노동인권센터가 발표한 바에 따르면 KT에서 인력퇴출프로그램이 시행된 2006년부터 2012년까지 6년 동안 KT 재직·퇴직 노동자 가운데 204명이 숨졌다. 이 중 재직중에 숨진 노동자가 110명이며 퇴직자(58세 이하)가 94명, 사내협력업체 12명이다. 사망 원인별로는 백혈병 등 각종 암으로 숨진 노동자가 84명으로 가장 많았고 돌연사(뇌출혈·심장마비)가 62명, 사고 및 기타 질병 44명, 자살 14명이었다. KT노동인권센터는 인력보충 없는 강제명퇴와 무한경쟁 등을 초래한 민영화가 노동자들의 잇따른 사망의 원인이라고 주장했다. 한편 고용노동부는 2011년 10월 국정감사에서 KT 노동자의 인권침해 문제가 제기된 후 노조의 고소·고발이 이어지자 2012년 2월부터 한 달간 150여개 지사를 대상으로 특별감독을 벌였지만 2012년 4월까지 별다른 조치가 취해지지 않고 있다.

### KT 인터넷 속도 저하 사건
2021년 4월 17일 유튜버 잇섭이 사용하는 10기가 인터넷 요금제가 실제로는 100메가로 서비스되고 있었다는 사실을 폭로하였다. 잇섭은 영상에서 속도 테스트에 대한 자료를 공개했다. 이후 논란이 기사화되며 KT 사용자들이 반발한 사건이다.

2021년 4월 19일 KT측은 "최근 스튜디오를 이사하는 과정에서 생긴 오류로 인해 고객의 정보가 잘못 이관되었다"면서 "이 때문에 100메가밖에 제공되지 않았을 것"이라 해명했다. 이어 6시에 열린 미팅에서 공식적으로 고객에게 불편을 끼쳐드린 점을 인정하고 사과했다.
방송통신심의위원회는 고객의 실수 등 외부적인 요인 때문에 사건이 발생했는지, 아니면 KT측에서 약관을 위반해 의도적인 잘못을 했는지 사실확인 후 제재를 가할 것이며 필요 시 실태조사 진행을 통해 개선점을 찾아 개선해 나갈 계획이라고 밝혔다. 한편 22일 국회 과학기술정보방송통신위원회에서도 이번사건을 통해 실태조사를 요구할 것이라고 밝혔다.

### 2021년 KT 인터넷 유무선 통신 마비
2021년 10월 25일 오전 11시 20분부터 최대 12시 45분까지 최대 1시간 25분, 평균 약 40분가량 유무선 인터넷 서비스 장애가 발생하였다. 오전 첫 번째 입장문에서는 DDoS 공격으로 인한 것으로 추정하였으나 오후 두 번째 입장문에서는 라우팅 오류가 원인이였다고 밝혔다.
이에 대해 KT는 이 사건에 대해 밝힌 입장문이 담긴 글을 공식 홈페이지에서 팝업을 띄워 공개했다.

안녕하세요. KT 입니다.
통신장애로 고객 여러분께 불편을 끼쳐드려 죄송합니다.
금일 장애내역은 아래와 같습니다.
ㅇ 장애일시 :
2021년10월 25(월) 11:20~ 최대 12:45
(지역별로 복구시간은 차이가 있음)
ㅇ 대상지역 : 전국
ㅇ 장애관련 영향도 : 인터넷 서비스

장애로 인한 불편이 재발되지 않도록 더욱 노력하겠습니다.

## 경쟁사
- SK텔레콤
- LG유플러스

## 같이 보기
- 기가지니 - 스피커 및 셋톱박스 서비스